# Camellia amplexifolia
Camellia amplexifolia är en tvåhjärtbladig växtart som beskrevs av Elmer Drew Merrill och Chun. Camellia amplexifolia ingår i släktet Camellia och familjen Theaceae. Inga underarter finns listade i Catalogue of Life.